# کریس هوروانگ
سیرین هوروانگ (تایلندی: ศิริน หอวัง; آرتی‌جی‌اس: Sirin Howang) با نام مستعار کریس (تایلندی: คริส; آرتی‌جی‌اس: Khrit) که تحت نام هنری کریس هوروانگ (تایلندی: ศิริน หอวัง) شناخته می‌شود، بازیگر، مدل، خواننده، مجری، دی‌جی، طراح رقص و معلم رقص است. در سال ۲۰۰۹، او به عنوان نقش اصلی فیلم  داستان ترافیک بانکوک، یک فیلم کمدی رمانتیک، انتخاب شد که یکباره او را به ستاره سینما تبدیل کرد.

## فیلم‌شناسی
| سال  | نام                  | نکات  |
| ---- | -------------------- | ----- |
| ۲۰۰۹ | داستان ترافیک بانکوک | [ ۱ ] |
| ۲۰۱۱ | شلیک به سر           | [ ۲ ] |
| ۲۰۱۲ | هفت چیزی             | [ ۳ ] |